# انتشارات دانشگاه لیورپول
انتشارات دانشگاه لیورپول (انگلیسی: Liverpool University Press) در سال ۱۸۹۹ تأسیس گردید، این انتشارات جزو سومین انتشارات دانشگاهی قدیمی در انگلستان پس از انتشارات دانشگاه آکسفورد و انتشارات دانشگاه کمبریج می‌باشد، عمده فعالیت این انتشاراتی در زمینه زبان‌های مدرن، ادبیات، تاریخ و فرهنگ بصری می‌باشد، در حال حاضر سالانه در حدود ۷۰ کتاب از این انتشاراتی منتشر می‌گردد که شامل ۲۵ مجله نیز می‌گردد، کتاب‌های این مؤسسه در شمال آمریکا توسط انتشارات آکسفورد توزیع می‌گردد.